# 道草 (小説)

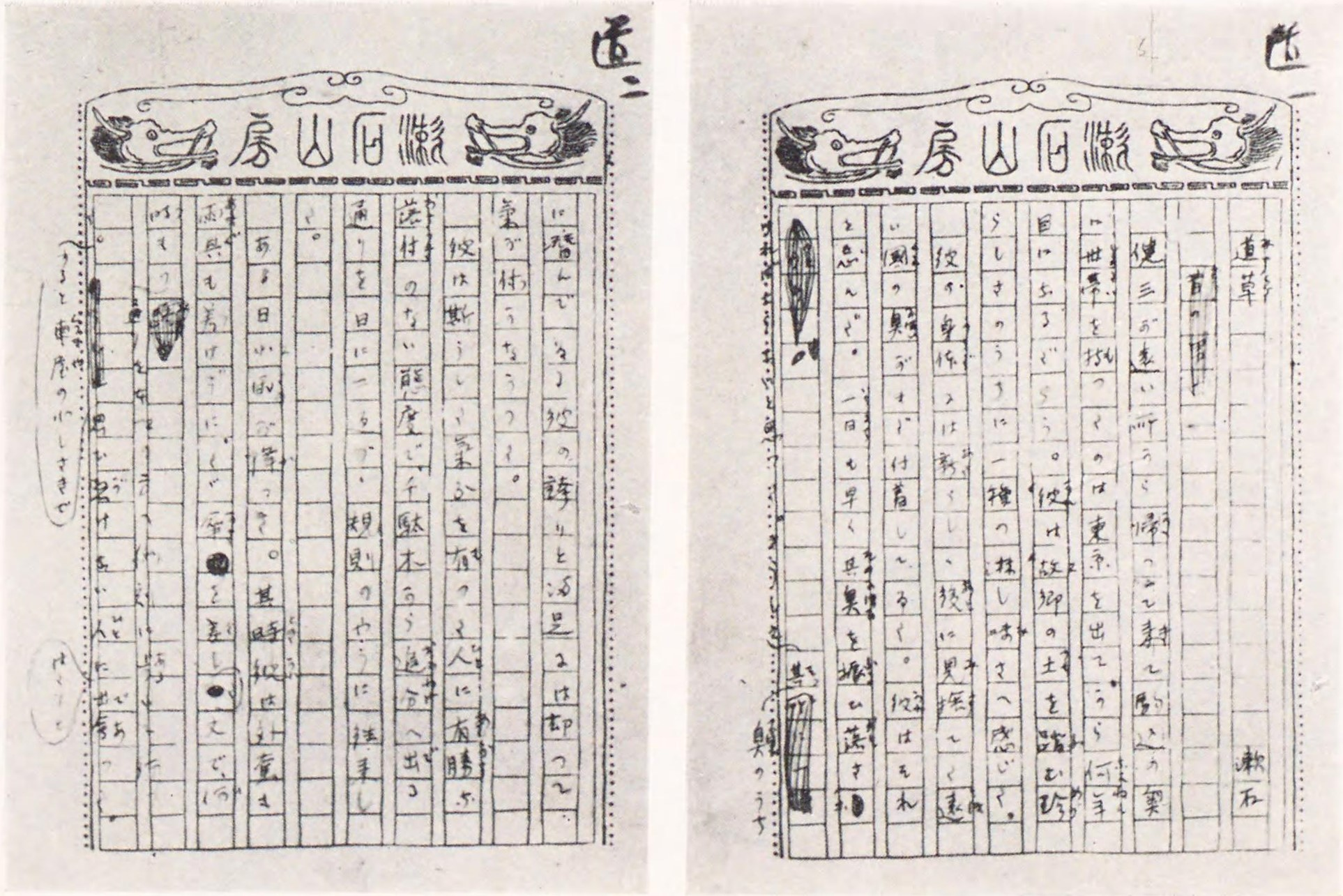
『道草』原稿の一部

『道草』（みちくさ）は、夏目漱石の長編小説。『朝日新聞』に1915年6月3日から9月14日まで掲載され、同年10月10日、岩波書店より刊行された（436頁、1円50銭）。

## 概要
『吾輩は猫である』執筆時の生活をもとにした漱石自身の自伝的作品であるとされ、主人公の健三は漱石、金をせびりに来る島田は漱石の養父である塩原昌之助であるとされる。もっともこの作品は厳密に漱石の体験に対応しているわけではなく、例えば小宮豊隆によれば漱石の養父が漱石の所にまとまった金をくれと申し込んできたのは明治42年で、漱石は朝日新聞に入社して職業作家になったのちであり、本作との時系列には齟齬がある。
私小説風のため、小宮豊隆らからはあまり勧められないなどと書かれ、不評であった。しかし、これまで漱石のことを余裕派と呼び、その作風・作品に批判的であった、いわゆる自然主義と呼ばれる作家達からは高く評価された。
漱石自筆の原稿や文書、構想メモなどは散逸しながらも多くが保存されているが制作過程で「書き潰し」された草稿が発見されているのは道草だけであり、これは内田百閒が岡田耕三あと１名と共同で購入を申し出たところ譲渡されたものであり、漱石の推敲過程を知る貴重な資料となっている。

## 登場人物
健三
主人公。36歳、教員。東京の駒込在住。
島田
健三の養父。
御住
健三の妻。
御常
島田の妻。健三の養母。島田と離婚後、波多野家の後妻となる。
御藤
島田の後妻（旧姓：遠山）。御縫の母。
御夏
健三の姉（腹違い）。比田寅八の妻。51歳。東京の四ツ谷津ノ守坂在住。
長太郎
健三の兄。東京の市ヶ谷薬王寺在住。

## あらすじ
外国から帰った健三は大学教師になり、忙しい毎日を送っている。だがその妻お住は、夫を世間渡りの下手な偏屈者と見ている。世間的には成功者と見られている健三は腹違いの姉夫婦や兄夫婦に頼りにされ、姉には金銭的支援を与えている。そんな折、かつて健三と縁を切ったはずの養父島田が現れ、金を無心するようになる。また結婚時には貴族院書記官長だったお住の父も政争に巻き込まれたあげく投資に失敗し凋落してしまい、自身の借財の返済のため健三に借金を申し入れて来る。幼少期の処遇に対する不快感や島田夫婦への不信、妻との心理的葛藤や情愛、病気への不安や妻の第三子出産の描写など、赤裸々な告白が作品では綴られる。たびたび金を無心する島田とは終に口論となり絶縁を宣言するが、年の暮ころ仲介者を立て絶縁を名目にまとまった金額を要求してくる。健三はなんとか工面して区切りをつけるが、「世の中に片付くなんてものは殆どない」と吐き出す。